# Jimmy Davidson
Jimmy Davidson, właśc. James Anderson Davidson (ur. 8 listopada 1925 w Douglas Water, zm. 24 stycznia 1996) – szkocki piłkarz występujący na pozycji obrońcy.

## Kariera klubowa
Davidson rozpoczął karierę w amatorskim zespole Muirkirk JFC. Następnie w latach 1945–1960 występował w zespole Partick Thistle ze Scottish Division One. W tym czasie dwukrotnie zajął z nim 3. miejsce w lidze (1948, 1954). Był też graczem drużyny Caledonian, występującej w regionalnej lidze Highland League, stanowiącej wówczas trzeci poziom rozgrywek w Szkocji. W 1963 roku zakończył tam karierę.

## Kariera reprezentacyjna
W reprezentacji Szkocji Davidson zadebiutował 5 maja 1954 w wygranym 1:0 towarzyskim meczu z Norwegią. W tym samym roku został powołany do kadry na mistrzostwa świata. Zagrał na nich w obu spotkaniach swojej drużyny: z Austrią (0:1) i Urugwajem (0:7), a Szkocja zakończyła turniej na fazie grupowej. 3 listopada 1954 w zremisowanym 2:2 meczu British Home Championship z Irlandią Północną strzelił swojego jedynego gola w kadrze.
W latach 1954–1955 w drużynie narodowej rozegrał 8 spotkań.